# Fourgon blindé

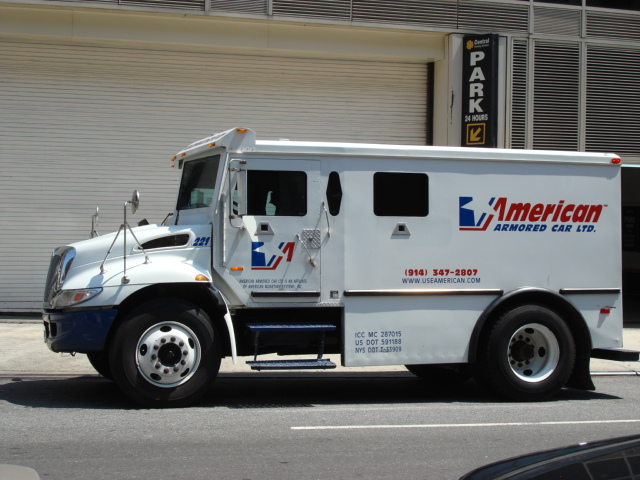
Camion blindé américain.

Un fourgon blindé, ou camion blindé, est un camion ou une camionnette utilisé pour le transport de fonds, dont les parois sont blindées pour résister à des tentatives de vol ou de détournement.